# Делавэр-Сити
Делавэр-Сити (англ. Delaware City) — город-порт в округе Нью-Касл, штат Делавэр, США. 22-й по количеству жителей город штата.

## География

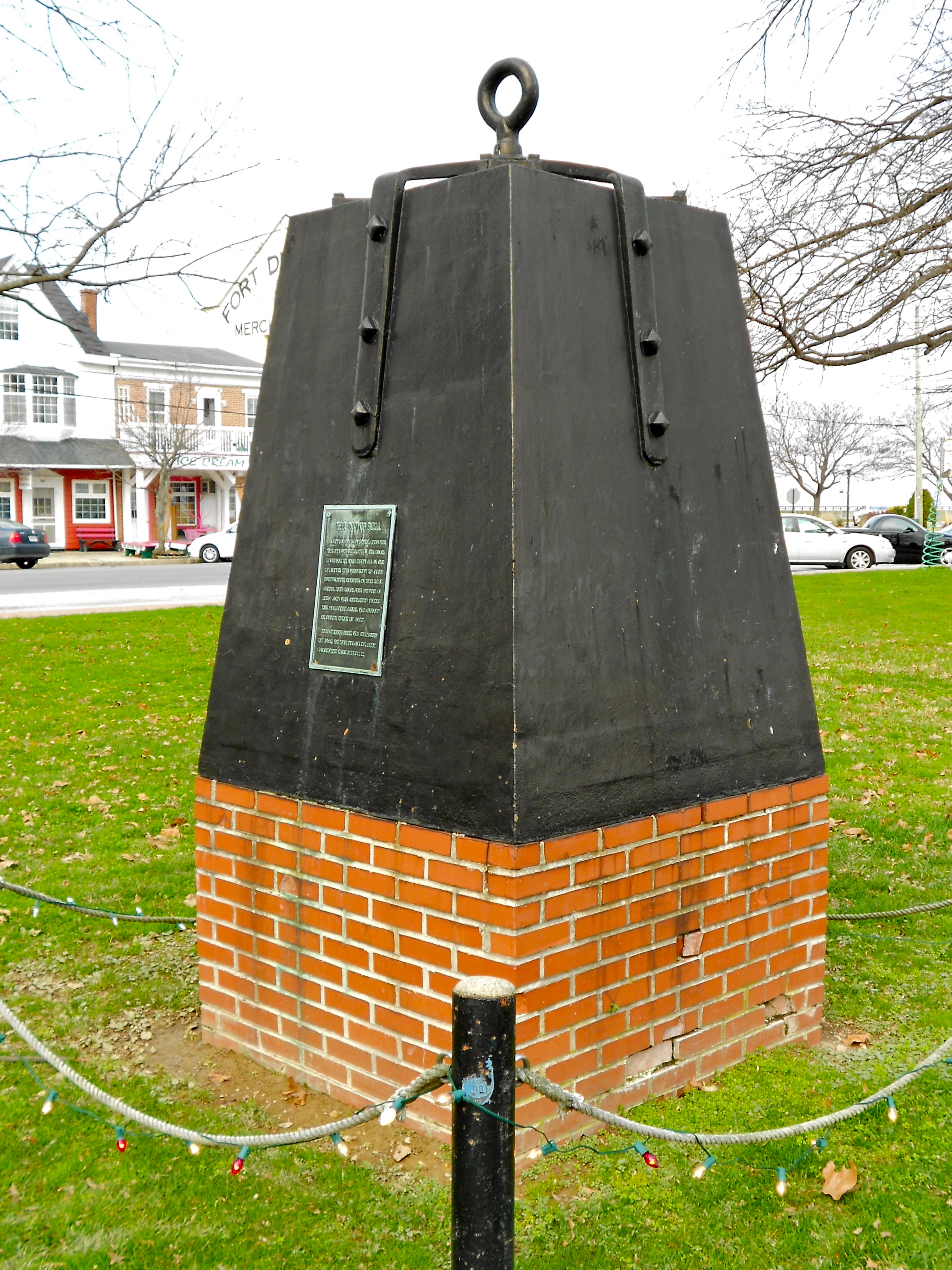
Водолазный колокол, использовавшийся при проведении подводных работ в канале Chesapeake and Delaware Canal в середине XIX века.

Делавэр-Сити находится в северо-восточной части штата у места впадения канала Chesapeake and Delaware Canal в Делавэрский залив. Площадь города составляет 3,4 км², из которых 0,3 км² занимают открытые водные пространства. В 2,5 километрах к северо-западу от города находится крупный нефтеперерабатывающий завод Delaware City Refinery.

## История
История города прослеживается до 1801 года, когда в этом месте семья Ньюболдов из штата Нью-Джерси купила участок. Они назвали своё поселение Ньюболдс-Лэндинг, и лелеяли надежду, что со временем их город составит конкуренцию самой Филадельфии. С 1840 по 1880-е года город славился на всю страну своими персиками, в изобилии здесь выращиваемыми: в 1845 году в городе и его окрестностях росло около 110 тысяч персиковых деревьев. В начале 1870-х годов до Делавэр-Сити добралась железная дорога. С 1950-х годов в городе и его окрестностях началась крупная индустриальная застройка, в частности, был сооружён нефтеперерабатывающий завод Delaware City Refinery. C 1980 года в июле отмечается день города.

## Демография
Население
- 2000 год — 1453 жителя
- 2010 — 1695
- 2011 — 1698[3]

Расовый состав (2000)
- белые — 87,5%
- афроамериканцы — 10,3%
- коренные американцы — 0,4%
- азиаты — 0,2%
- прочие расы — 0,7%
- смешанные расы — 0,9%
- латиноамериканцы (любой расы) — 1,2%

Происхождение предков
- ирландцы — 21,3%
- немцы — 18,4%
- англичане — 14,2%
- итальянцы — 8,9%
- поляки — 4,5%[3]

## Достопримечательности
- Исторический район Делавэр-Сити (Delaware City Historic District) — более 200 зданий, построенных между 1826 и 1930 годами, включён в Национальный реестр исторических мест США в 1983 году.
- Дом «Челси» (Chelsea Historic Home) — построен в 1848 году, включён в Реестр в 1982 году.
- Дом «Фэйрвью» (Fairview Historic Home) — построен в 1822 году, включён в Реестр в 1982 году.
- Форт «Делавэр»[англ.] на острове Пи-Патч (1,3 км. от города) — построен в 1846 году, включён в Реестр в 1971 году.
- Парк штата «Форт-Дюпон» (Fort DuPont State Park) — основан в 1992 году.

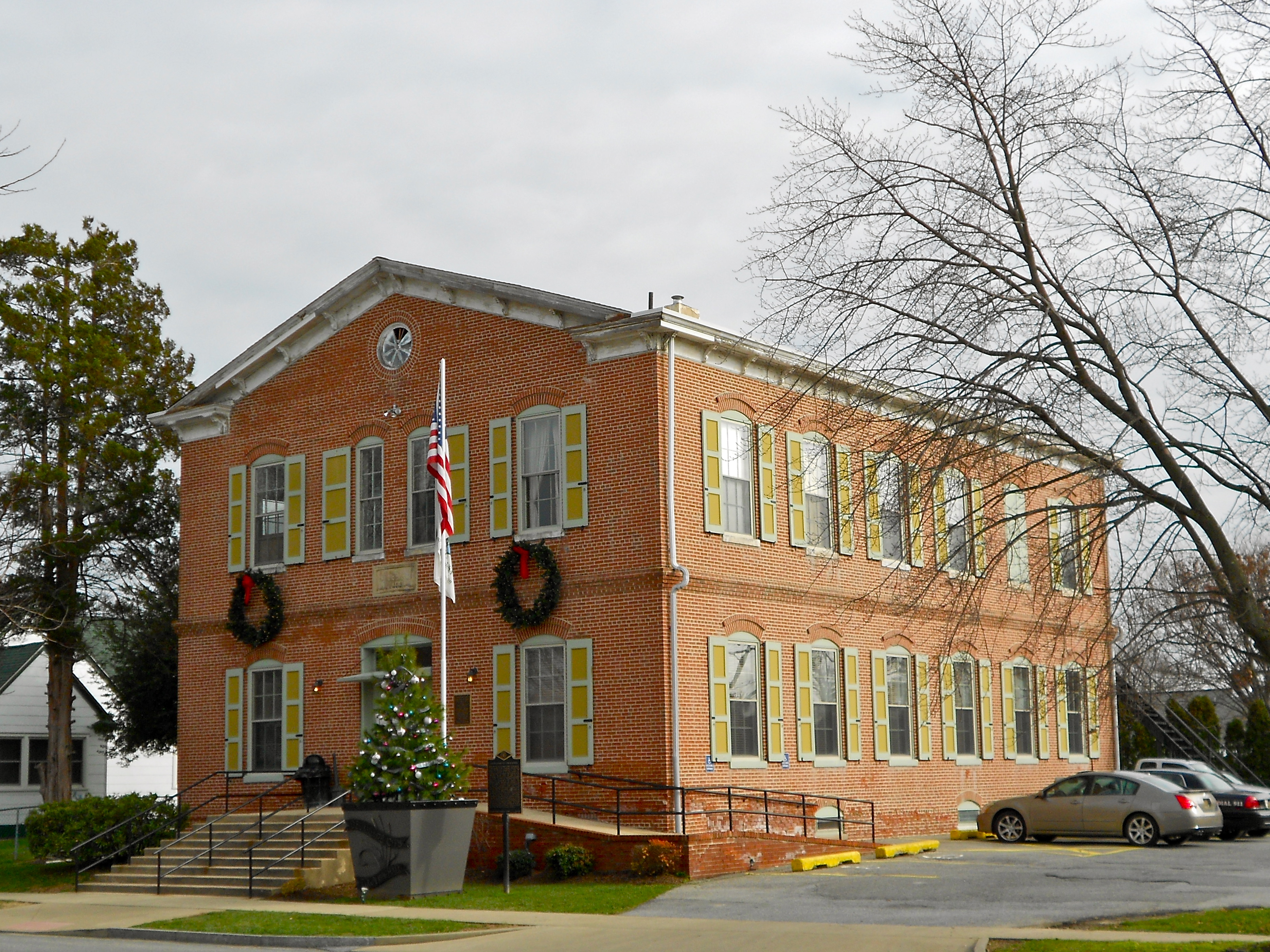
Бывшая школа, ныне мэрия
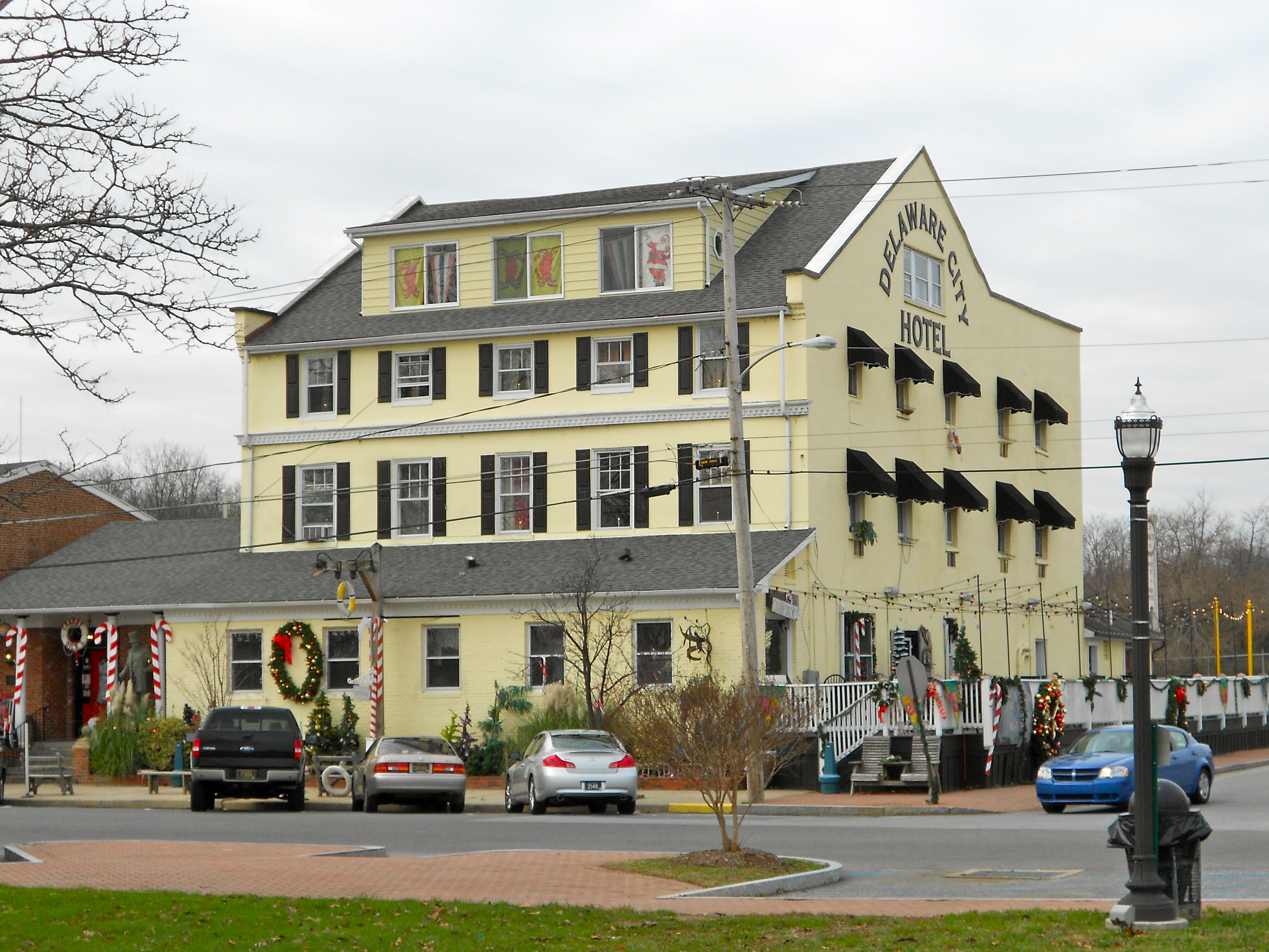
Гостиница
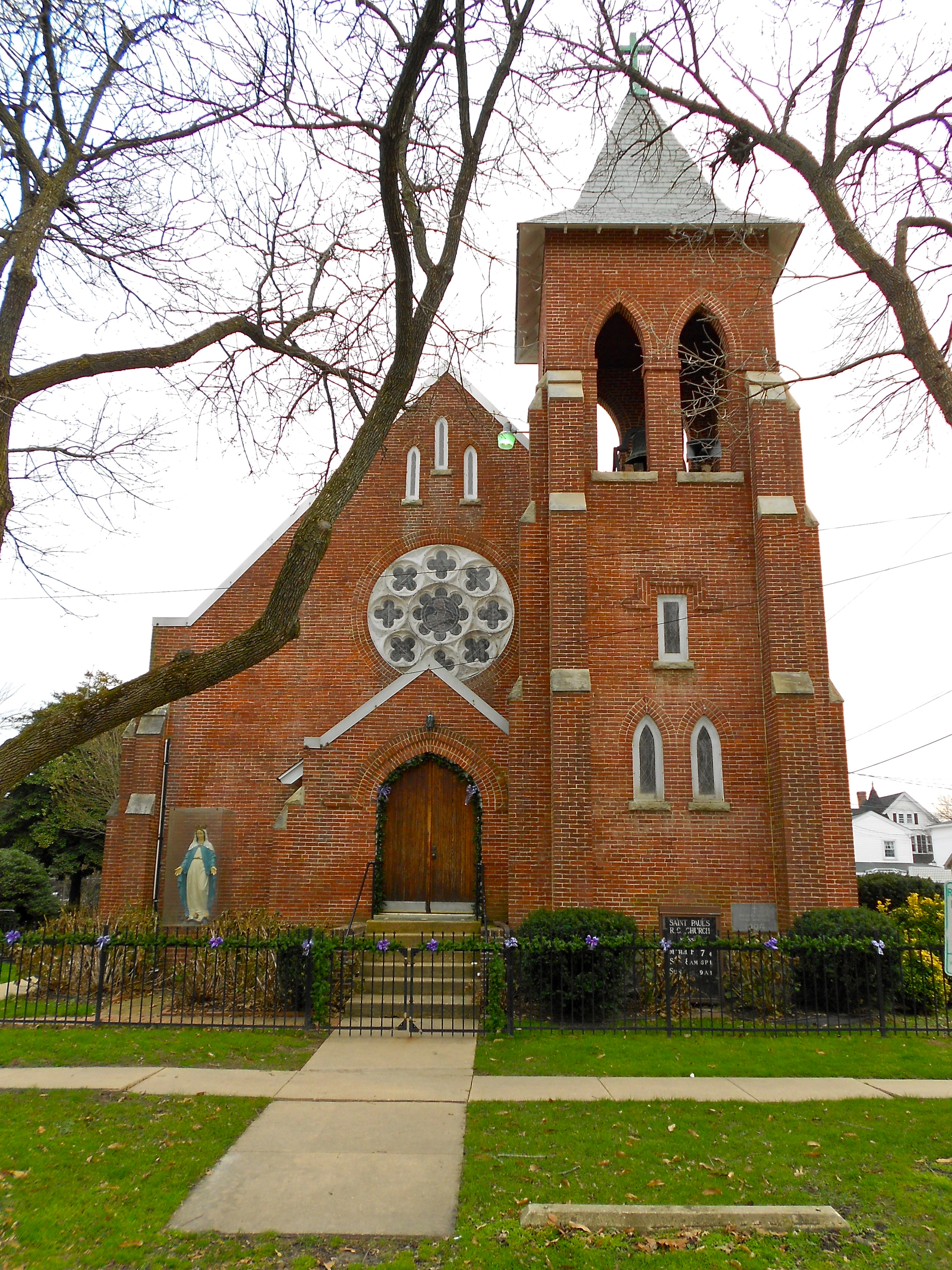
Церковь Св. Павла
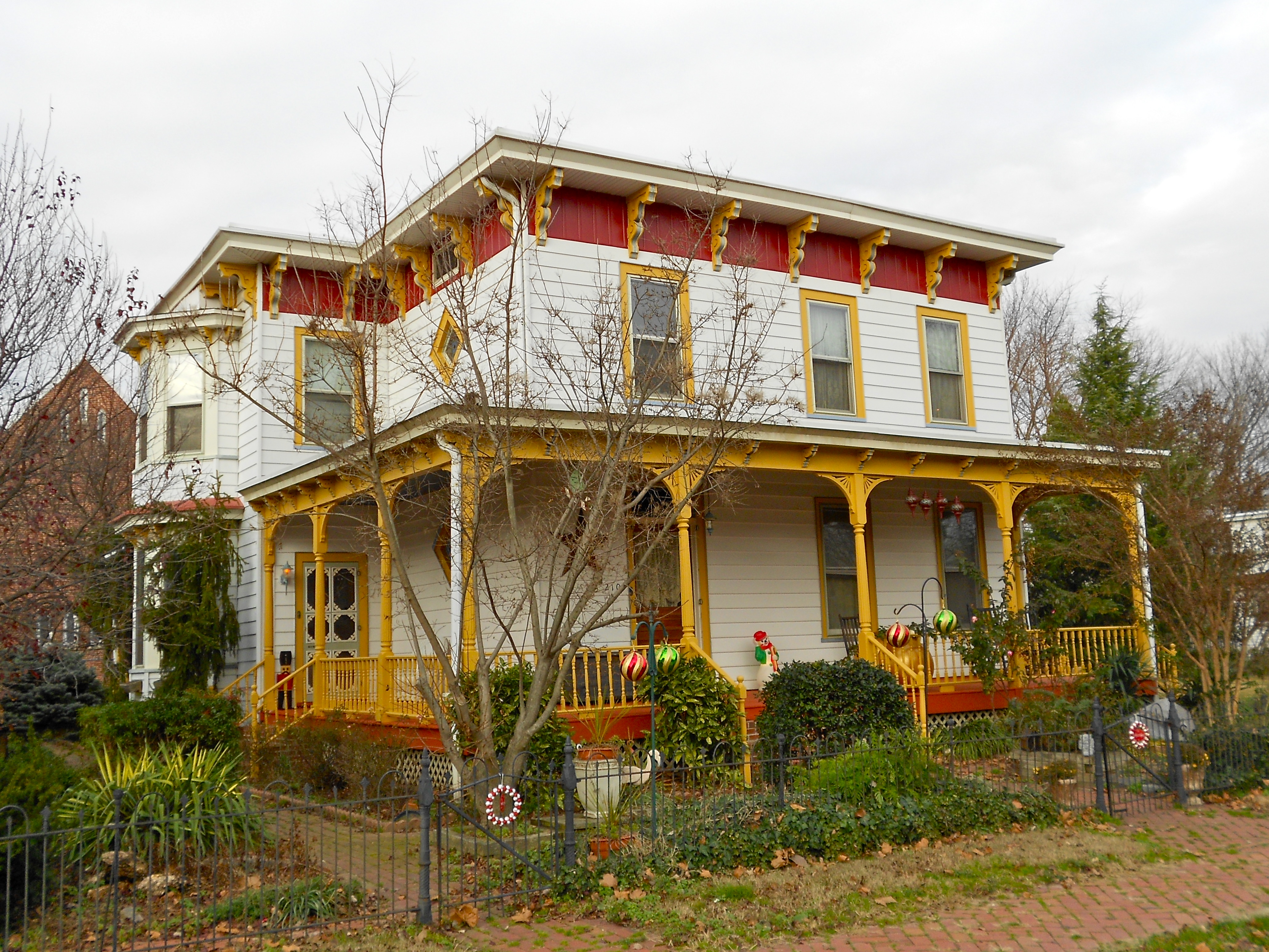
Клинтон-стрит, 210
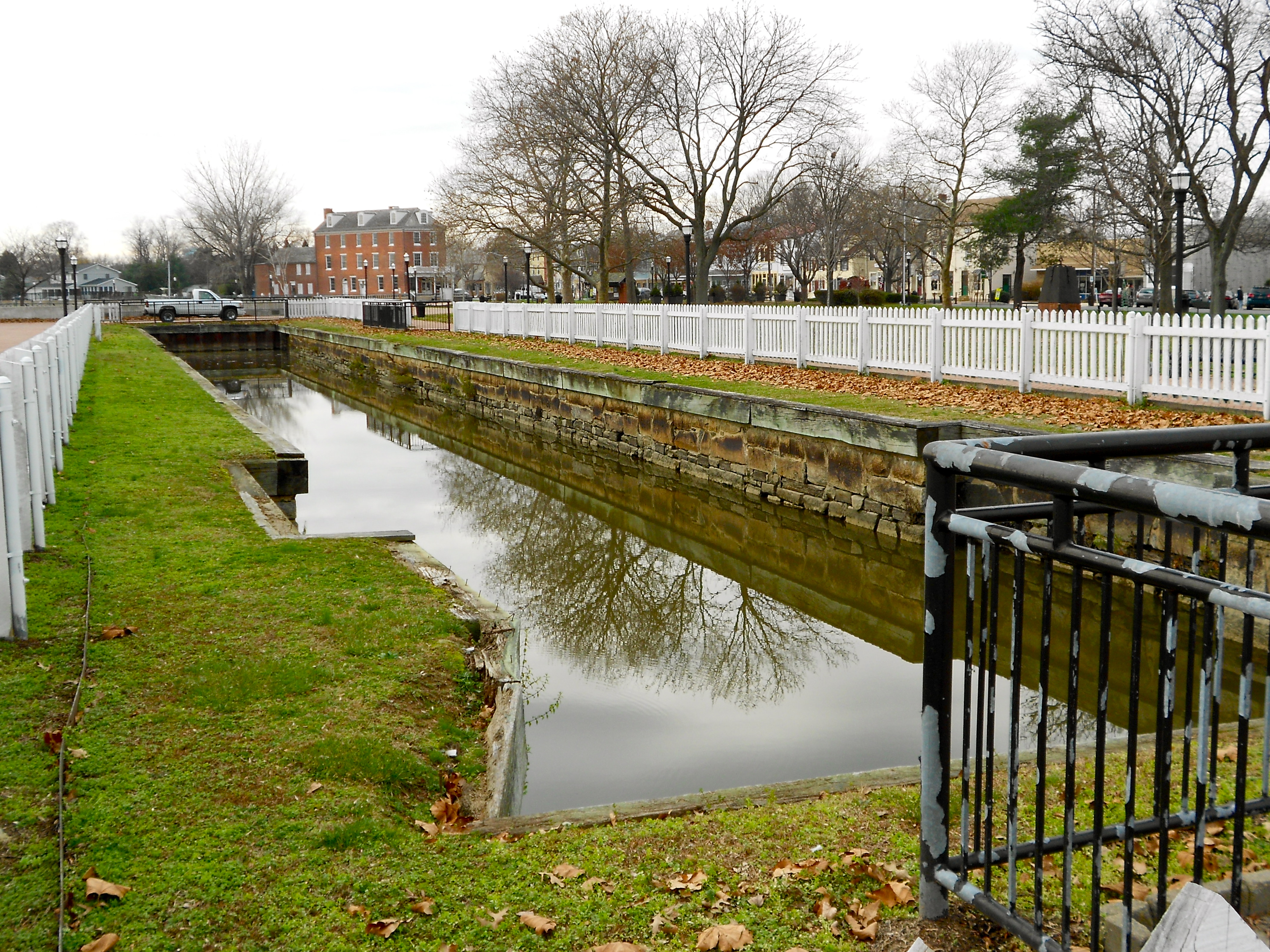
Неиспользуемый шлюз